# Benqué-Molère
Benqué-Molère község Franciaország Okcitánia régiójában, Hautes-Pyrénées megyében. Új községként 2017. január 1-jén jött létre Benqué és Molère korábbi községek egyesítésével.

## Népesség
| Lakosok száma | 120  | 126  | 130  | 135  | 136  | 136  | 137  |
|               | 2015 | 2017 | 2018 | 2019 | 2020 | 2021 | 2022 |